# نادژدا دوبوویتسکایا
نادژدا دوبوویتسکایا (انگلیسی: Nadezhda Dubovitskaya؛ زادهٔ ۱۲ مارس ۱۹۹۸) ورزشکار قزاقستانی است که در رشتهٔ پرش ارتفاع تخصص دارد. او مدال برنز بازی‌های آسیایی ۲۰۱۸ را به دست آورد. دوبوویتسکایا از ۸ ژوئن ۲۰۲۱ رکورددار آسیا در پرش ارتفاع زنان است.
رکورد شخصی او در فضای باز ۲٫۰۰ متر است (در آلماتی، ۲۰۲۱) که یک رکورد جدید آسیایی محسوب می‌شود و یک سانتی‌متر بیشتر از رکورد قبلی هم‌وطنش مارینا آیتووا در سال ۲۰۰۹ است. رکورد شخصی او در فضای بسته ۱٫۹۸ متر است (در بلگراد، ۲۰۲۲).

## جوایز
وی در مسابقات کشوری و بین‌المللی در مجموع برندهٔ ۱ مدال طلا، ۲ مدال برنز شده است.